# Mark Schultz (Ringer)
Mark Schultz (* 26. Oktober 1960 in Palo Alto, Kalifornien) ist ein ehemaliger US-amerikanischer Ringer.

## Werdegang
Mark Schultz wuchs in Palo Alto auf und besuchte dort die High School. Ringen war zunächst noch nicht seine Hauptsportart, vielmehr widmete er sich in erster Linie dem Turnen. Erst als sein älterer Bruder David große Erfolge im Universitäts-Ringen erzielte, betrieb er auch das Ringen ernsthafter. Nach dem Wechsel an die University of Oklahoma erzielte er viele Siege im Universitätsringen (NCAA). Zu einem legendären Kampf kam es dabei 1982, als er den mehrmaligen Universitätsmeister Ed Banach, der 1984 wie Mark Schultz und dessen Bruder David Olympiasieger in Los Angeles werden sollte, sicher nach Punkten schlug. Mark Schultz wurde auch mehrmaliger USA-Meister und wurde neben seinem Olympiasieg, 1985 und 1987 Weltmeister im Freistilringen (Mittelgewicht). 1988 beendete Mark Schultz seine Laufbahn als Ringer-Amateur. Er wurde zunächst Trainer an der Brigham Young University, der Stanford University und der Air Force Academy, später Jiu-Jitsu-Kämpfer (jap. Jiu Jitsuka) und „Ultimate-Fighter“. 1989 kam es durch Schultz zu einem Skandal an der Villanova University, wo Schultz als Assistenztrainer tätig war. Schultz wurden Verstöße gegen die NCAA-Regularien vorgeworfen, u. a. alkoholisierte Partys mit seinen Schützlingen durchgeführt zu haben, Schultz verließ daraufhin die Universität und schloss sich für eine Zeit dem „Team Foxcatcher“ von John du Pont an, das damals aus einer Vielzahl von Schwimmern und Triathleten bestand. Zurzeit betätigt er sich auch als Profi-Wrestler.
2014 veröffentlichte Schultz mit Foxcatcher: The True Story of My Brother's Murder, John du Pont's Madness, and the Quest for Olympic Gold ein Buch über die Ermordung seines Bruders durch den exzentrischen Milliardär John E. du Pont, das du Pont allerdings auf einen Mäzen von Ringern reduziert und Aspekte wie du Ponts Rolle als Förderer von Schwimmern, Modernen Fünfkämpfern (bereits 1967 fanden erstmals US-Meisterschaften auf du Ponts Farm statt) und vor allem Triathleten (du Pont sah sich damals selbst als Vater des Triathlon) völlig außen vor lässt. Im Film Foxcatcher (2014) wurde Mark Schultz von Channing Tatum dargestellt.

### Internationale Erfolge
(OS = Olympische Spiele, WM = Weltmeisterschaft, F = Freistil Mi = Mittelgewicht, damals bis 82 kg Körpergewicht)
- 1984, Goldmedaille, OS in Los Angeles, Mi, F, mit Siegen über Karabacak, Türkei, Reinsfield, Neuseeland, Rinke, Kanada, Ortelli, Italien und Nagashima, Japan
- 1985, 1. Platz, Super-Championat in Tokio, Mi, F, vor Taimuras Dsgojew, UdSSR
- 1985, 1. Platz, WM in Budapest, Mi, F, vor Alexandar Nanew, Bulgarien, Alexander Tambowzew, UdSSR und Reiner Trik, Bundesrepublik Deutschland
- 1987, 1. Platz, Pan American Games, Mi, F, vor Lou Kok, Kanada und Orlando Hernandez, Kuba
- 1987, 1. Platz, WM in Clermont-Ferrand, Mi, F, vor Alexander Nanew, Wladimir Modosjan, UdSSR, Andrzej Radomski, Polen und Reiner Trik
- 1988, 6. Platz, OS in Seoul, Mi, F, hinter Han Hyung-Woo, Südkorea, Necmi Gençalp, Türkei, Josef Lohyna, Tschechoslowakei, Alexander Tamboradzew, Bulgarien und Puntsagiin Süchbat, Mongolei

### Nationale Erfolge
- USA-Meister, Mi, F, in den Jahren 1984, 1985, 1986 und 1987,
- NCAA Division Collegiat Champion, M, F, in den Jahren 1981, 1982 und 1983

## Werk
- Mark Schultz: Foxcatcher: The True Story of My Brother's Murder, John du Pont's Madness, and the Quest for Olympic Gold. Dutton Adult, New York 2014, ISBN 978-0-525-95503-0.